# Бычков, Сергей Анатольевич (легкоатлет)
Серге́й Анато́льевич Бычко́в (род. 1 сентября 1975, Таврическое, Омская область) — российский легкоатлет, специалист по бегу на короткие дистанции. Выступал за сборную России по лёгкой атлетике в 1997—2004 годах, победитель и призёр первенств национального значения, участник двух летних Олимпийских игр. Представлял Омскую и Челябинскую области. Мастер спорта России международного класса. Также известен как разгоняющий в бобслее.

## Биография
Сергей Бычков родился 1 сентября 1975 года в рабочем посёлке Таврическое Омской области.
Впоследствии проживал в Омске, окончил Сибирскую государственную академию физической культуры. Занимался лёгкой атлетикой под руководством тренеров А. Волжанкина, В. Н. Коновалова, В. П. Иванова.
Впервые заявил о себе на взрослом всероссийском уровне в сезоне 1995 года, когда в составе команды Сибири выиграл бронзовую медаль в эстафете 4 × 100 метров на чемпионате России в Москве.
В 1997 году вошёл в состав российской национальной сборной и выступил на молодёжном европейском первенстве в Турку, стартовал в беге на 200 метров и в эстафете 4 × 100 метров.
В 1998 году занял третье место в эстафете 4 × 100 метров на Кубке Европы в Санкт-Петербурге, взял бронзу на дистанции 100 метров на чемпионате России в Москве, отметился выступлением на Играх доброй воли в Нью-Йорке.
В 1999 году в дисциплине 200 метров стал серебряным призёром на зимнем чемпионате России в Москве. Будучи студентом, выступил на Универсиаде в Пальме.
В 2000 году на зимнем чемпионате России в Волгограде выиграл серебряную и бронзовую медали на дистанциях 200 и 60 метров соответственно, после чего пробежал 60 метров на чемпионате Европы в помещении в Генте. На летнем чемпионате России в Туле одержал победу в беге на 100 метров и в эстафете 4 × 100 метров. Благодаря череде удачных выступлений удостоился права защищать честь страны на летних Олимпийских играх в Сиднее — в индивидуальном беге на 100 метров и в эстафете в обоих случаях не смог пройти дальше предварительных квалификационных этапов.
В 2001 году на зимнем чемпионате России в Москве получил золото и серебро в беге на 60 и 200 метров соответственно, тогда как на чемпионате мира в помещении в Лиссабоне на 60-метровой дистанции дошёл до стадии полуфиналов. На летнем чемпионате России в Туле был лучшим в беге на 100 метров, стал вторым в беге на 200 метров и третьим в эстафете 4 × 100 метров. На Универсиаде в Пекине занял в эстафете шестое место.
В 2002 году взял бронзу в беге на 60 метров на зимнем чемпионате России в Волгограде, победил в беге на 100 метров на летнем чемпионате России в Чебоксарах, участвовал в чемпионате Европы в Мюнхене.
В 2004 году в составе команды Омской области стал серебряным призёром в эстафете 4 × 200 метров на зимнем чемпионате России в Москве, в то время как на летнем чемпионате России в Туле финишировал вторым на дистанциях 100 и 200 метров. Благополучно прошёл отбор на Олимпийские игры в Афинах, где в программе эстафеты 4 × 100 метров остановился на предварительном квалификационном этапе.
После афинской Олимпиады Бычков ещё в течение некоторого времени оставался действующим спортсменом и продолжал принимать участие в различных всероссийских стартах. Так, в 2005 году он добавил в послужной список золотую награду, выигранную в беге на 200 метров на зимнем чемпионате России в Волгограде.
Ещё будучи действующим легкоатлетом, пробовал себя как разгоняющий в бобслее, где был подопечным тренеров В. В. Иванова и В. Д. Лейченко. В 2003 году становился серебряным призёром чемпионата России по боб-стартам в четвёрках, в 2004 году с пилотом Евгением Поповым одержал победу на чемпионате России в двойках.
Удостоен почётного звания «Мастер спорта России международного класса» в трёх дисциплинах: бег на 100 метров, бег на 200 метров, бобслей.
Завершив спортивную карьеру, работал тренером по физической подготовке в омском футбольном клубе «Иртыш».